# Plymouth Fury
La Plymouth Fury è un'automobile prodotta dalla Plymouth, divisione della Chrysler, dal 1956 al 1978 in sei diverse generazioni.

## Storia
La prima serie della Fury venne introdotta nel 1956 quale versione speciale ad alte prestazioni della Belvedere e nel 1959 la Plymouth introdusse la Sport Fury come suo modello di punta. In tal modo, la gamma delle Fury comprendeva berline e station wagon e hardtop coupé o berlina convertibile, delle quali la serie Sport era solo due porte hardtop o convertibile. La produzione della Sport Fury venne sospesa alla fine del 1959, ma fu reintrodotta a metà del 1962. Dal 1966 al 1969 fu commercializzata una versione lussuosa della Fury che venne chiamata Plymouth VIP.

## Cultura
- Una Plymouth Fury del '58 è al centro del romanzo Christine. La macchina infernale di Stephen King e dell'omonimo film di John Carpenter. La casa americana regalò per l'occasione 23 auto, ma alcune vetture utilizzate e distrutte durante le riprese erano dei modelli Savoy e Belvedere camuffate da Fury.
- Una vettura dello stesso modello, anno e colore, viene descritta in un altro romanzo di Stephen King, It.